# María Luisa Dara y Zamora
María Luisa Dara y Zamora, död 1888, var en spansk hjältinna.
Hon är känd för den roll hon spelade under carlistkrigen, då hon organiserade försvaret av Plaza de Gandesa, när det belägrades av general Cabrera. 